# ミー・アンド・ボビー・マギー
「ミー・アンド・ボビー・マギー」（Me and Bobby McGee）は、クリス・クリストファーソンとフレッド・フォスターによって書かれた楽曲。ロジャー・ミラーによって1969年7月にシングル発表され、ビルボードのカントリー・チャートで12位を記録した。ジャニス・ジョプリンのカバー・バージョンが最もよく知られる。
ローリング・ストーンの選ぶオールタイム・グレイテスト・ソング500（2010年版）では148位にランクされている。

## 背景
ある晩クリス・クリストファーソンは、彼が所属するモーメント・レコードの設立者、フレッド・フォスターから電話を受ける。「君の曲にいいタイトルがあるよ。"Me and Bobby McKee" というんだ」
ボビー・マッキー（Bobby McKee）はソングライター・チームのブライアント夫妻の夫ブーデロウ・ブライアントの秘書の名前であったが、クリストファーソンはマッキーを「マギー」（McGee）と聞き間違える。彼は当時好きだったミッキー・ニューベリーの「Why You Been Gone So Long?」と同じリズムをとりながら曲作りにとりかかった。クリストファーソンは後年こう証言している。
クリストファーソン自身のバージョンは1970年のファースト・アルバム『Kristofferson』に収録されている。

## ジャニス・ジョプリンのバージョン
デニス・ホッパーが1970年にペルーで映画『ラストムービー』の撮影をしていた頃、現地でボブ・ニューワースはジャニス・ジョプリンに「ミー・アンド・ボビー・マギー」を教えた。ジョプリンは1970年10月4日に滞在先のホテルで亡くなるが、本バージョンはその直前の9月5日から10月1日にかけてレコーディングされた。彼女はアコースティック・ギターも演奏している。
1971年1月11日発売のアルバム『パール』に収録され、翌1月12日にシングルカットされた。同年3月20日から3月27日にかけてビルボード・Hot 100の1位を2週連続で記録した。また、ビルボードの1971年の年間チャートで11位を記録した。
1970年7月28日に録音されたデモ・バージョンが、『The Pearl Sessions』（2012年）などいくつかのコンピレーション・アルバムに収録された。

## その他のカバー・バージョン
- ケニー・ロジャース&ザ・ファースト・エディション - 1969年のアルバム『Ruby, Don't Take Your Love to Town』に収録。
- チャーリー・プライド - 1970年のアルバム『Just Plain Charley』に収録。
- ゴードン・ライトフット - 1970年のアルバム『Sit Down Young Stranger』に収録。
- クリス・クリストファーソン - 1970年のファースト・アルバム『Kristofferson』に収録。
- ランブリン・ジャック・エリオット -1970年のアルバム『Bull Durham Sacks & Railroad Tracks』に収録。
- ロレッタ・リン - 1971年のアルバム『I Wanna Be Free』に収録。
- オリビア・ニュートン＝ジョン - 1971年のファースト・アルバム『If Not for You』に収録。
- グレイトフル・デッド - 1971年のライブ・アルバム『Grateful Dead』（通称：Skull and Roses）に収録[9]。
- ドッティ・ウエスト - 1971年のアルバム『Have You Heard...』に収録。
- チャーリー・マッコイ - 1972年のアルバム『Charlie McCoy』に収録。
- ジーニー・C・ライリー - 1972年のアルバム『Give Myself a Party』に収録。
- ジョニー・キャッシュ - 1973年のアルバム『På Österåker』に収録。
- スリーピー・ラビーフ - 1974年のアルバム『The Bull's Night Out』に収録。
- ジョーン・バエズ - 1984年のライブ・アルバム『Live Europe '83』に収録。
- アン・マレー - 2002年のアルバム『Country Croonin'』に収録。
- ドリー・パートン - 2005年のアルバム『Those Were the Days』に収録。クリス・クリストファーソンと共に歌っている。
- P!NK - 2006年のライブDVD『Pink: Live in Europe』に収録。
- マット・ドイル - 2016年のアルバム『Uncontrolled』に収録。

## 本作を使用した映画
- 『ウォッチメン』（2009年） - ジャニス・ジョプリンのバージョン
- 『夏時間 裸のふたり』（2015年） - 同上
- 『ロング, ロングバケーション』（2017年） - 同上
- 『ソウルメイト』（2023年） - 同上
- 『断絶』（1971年） - クリス・クリストファーソンのバージョン
- 『ラストムービー』（1971年） - クリス・クリストファーソンとミシェル・フィリップスのバージョン
- 『ラストキング・オブ・スコットランド』（2006年） - アンジェラ・カルレのバージョン